# كتيبة إس إس بانزر الثقيلة 102
كتيبة إس إس بانزر الثقيلة 102 (بالألمانية: schwere SS-Panzerabteilung 102)‏ كانت كتيبة دبابات ألمانية ثقيلة لفافن إس إس خلال الحرب العالمية الثانية. قاتلت كجزء من فيلق بانزر إس إس الثاني خلال معركة نورماندي ودمرت تقريبًا. أعيد ترقيمها ككتيبة إس إس بانزر الثقيلة 502 في أواخر عام 1944، وتم تدمير الوحدة في جيب هالب في ربيع عام 1945.

## التاريخ العملياتي

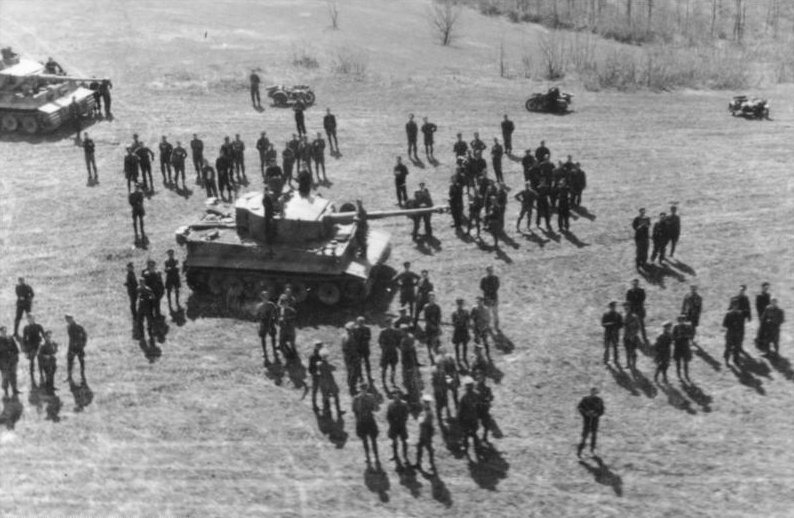
هاينريش هيملر يتفقد دبابات الكتيبة، الاتحاد السوفياتي، 1943

في أبريل 1943، أمرت فافن إس إس بإنشاء سلسلة من كتائب الدبابات الثقيلة المجهزة بدبابات تايجر I الجديدة — للاستخدام في الأعمال الهجومية على الجبهة الشرقية.  سيتم إرفاق كل من كتائب الدبابات الثقيلة بسلاح فافن إس إس. عند التشكيل، تم إرفاق البند 102 بافيلق بانزر إس إس الثاني.  في الأصل، كانت كل كتيبة دبابات ثقيلة تتكون من سرية واحدة من دبابات تايجر I's، ملحقة بكل فرقة بانزر في فرق البانزر. 
تم إرسال كتيبة إلى نورماندي بعد إنزال الحلفاء. تم تدمير الكتيبة بالكامل تقريبًا خلال القتال في نورماندي. في سبتمبر 1944 تم سحبها إلى ألمانيا للإصلاح.

## الحواشي
1. ↑  Ripley, p. 230
2. ↑  Fey, p. xviii
3. ↑  Fey, p. 19